# Chapelle Notre-Dame-de-la-Salette de Camoël
 (février 2025).
Si vous disposez d'ouvrages ou d'articles de référence ou si vous connaissez des sites web de qualité traitant du thème abordé ici, merci de compléter l'article en donnant les références utiles à sa vérifiabilité et en les liant à la section « Notes et références ».
Pour les articles homonymes, voir Notre-Dame-de-la-Salette.
La chapelle Notre-Dame-de-la-Salette est une chapelle de Camoël, dans le département français du Morbihan.

## Description
La chapelle est située juste à l'ouest du village de Camoël dans le Morbihan, au bord de la route près d'un bosquet d'arbres et un champ cultivé. Dédiée à Notre-Dame de La Salette, elle est rattachée au diocèse de Vannes.
La chapelle Notre-Dame-de-la-Salette est un petit édifice au plan rectangulaire, d'environ 10 m de long sur 5 m de large, et au toit en ardoise.

## Historique
La chapelle est à l'origine rattachée au presbytère de Camoël, en 1714. Elle est abandonnée dans la 2e moitié du XVIIIe siècle. En 1844, elle est à nouveau consacrée ; elle est dédiée à Notre-Dame de La Salette en 1851.